# Pákistánské hnutí za spravedlnost
Pákistánské hnutí za spravedlnost (urdsky: پاکستان تحريک انصاف, Tehreek-e-Insaf) je v Pákistánu od roku 1996 působící strana řídící se ideologií islámské demokracie. Krédo strany zní: „Právo, humanita, sebeúcta“. Strana požaduje nezávislost volební komise a justice, chce snížit nezaměstnanost a negramotnost, podporuje svobodnou výchovu a odmítá náboženskou netoleranci. Je považována za liberální v ekonomických otázkách. Stranu vede Imran Chán.